# Itztli
Itzli (of Itztli) was in in de Azteekse mythologie de god van steen, met name in de vorm van een offermes.
Als een van de "Heren van de Nacht" was hij de god van het "Tweede uur van de Nacht". Ook diende hij vanuit die hoedanigheid Tezcatlipoca. Hij wordt geassocieerd met Chalchiuhtlicue en Tlazolteotl.